# 新翠巴士總站
新翠巴士總站（英語：Sun Chui Bus Terminus）位於香港新界沙田區隔田翠田街，近景田苑及新翠商場，於1984年6月11日啟用。

## 歷史
總站初期是設於新翠邨內，即現在新翠街市對出的位置，（新翠邨初入伙時，翠田街有道路可直通往街市的，其後因為安全理由而把道路永久封閉，改建成花園。）車站其後搬往翠田街的盡頭，並沿用至今，新總站遠離新翠邨，反而更接近景田苑、金獅花園二期及隆亨中心，新翠邨居民多數使用新田村分站上落80K。

## 總站路線資料

### 九龍巴士80K線
- 新翠 ↔ 愉翠苑

九龍巴士80K線隨著新翠邨及景田苑入伙開辦，而當時大圍一帶的公營房屋仍在興建中，美林巴士總站和其他大圍巴士總站的空間又不大。

## 過往路線
- 九龍巴士85B線 (遷往秦石巴士總站)

## 外部連結
- 房屋委員會官方網站：新翠邨 （页面存档备份，存于）
- 房屋委員會官方網站：景田苑 （页面存档备份，存于）